# Laurentius Wagner
Laurentius Wagner, död 28 juni 1691 i Söderköping, var en svensk präst.

## Biografi
Laurentius Wagner var son till kyrkoherden Johannes Claudii Wagnerus och Kerstin Ask i Landeryds socken. Han blev 1671 student vid Uppsala universitet och finns från 31 maj 1672 i universitetens matrikel. Wagner prästvigdes 22 september 1683 till huspredikant på Brokind. Han blev 16 mars 1688 kyrkoherde i Krokeks församling. Wagner avled 28 juni 1691 i Söderköping och begravdes 7 oktober samma år i Krokeks socken.

### Familj
Wagner gifte sig med Margareta Rotkirch (död 1710). Hon var dotter till häradshövdingen Hans Rotkirch och Margareta Oxehufvud i Österrekarne härad. De fick tillsammans barnen Christina (död 1710), Johannes (född 1689) och Kilian (född 1690).